# Rødbyhavn Sogn
Rødbyhavn Sogn er et sogn i Maribo Domprovsti (Lolland-Falsters Stift).
Rødbyhavn Kirke blev indviet i 1966, og i 1972 blev Rødbyhavn Sogn udskilt fra Rødby Sogn. Det havde ligget i Rødby Købstad, som geografisk havde ligget i Fuglse Herred i Maribo Amt. Rødby købstad blev ved kommunalreformen i 1970 kernen i Rødby Kommune, der ved strukturreformen i 2007 indgik i Lolland Kommune.
I sognet findes følgende autoriserede stednavne:
- Rødby Færge Station
- Rødbyhavn (bebyggelse)